# Solanas (Cabras)
Solanas is een plaats (frazione) in de Italiaanse gemeente Cabras.